# 야코포 살라
야코포 살라(이탈리아어: Jacopo Sala, 1991년 12월 5일 ~ )는 스페치아 칼초에서 미드필더로 뛰며 가끔 윙백으로도 뛰는 이탈리아의 축구 선수다.

## 클럽 경력

### 함부르거 SV
살라는 첼시에서 전 첼시 팀동료였던 마이클 멘시엔이 있는 독일 클럽팀 함부르거 SV로 3년 계약으로 입단하였다. 살라는 홈경기에서 도르트문트에게 5-1로 패배하던 경기에서 65분경에 마르첼 얀젠.
의 교체선수로 출전하며 정식 대뷔전을 치렀다.

### 엘라스 베로나 FC
2013년 7월 24일, 그는 엘라스 베로나에 입단하였다.

## 국가대표팀 경력
2012년 8월 15일, 그는 네덜란드와의 친선전에서 이탈리아 U-21 축구 국가대표팀에 데뷔하였다.